# Montague (Kalifornia)
Montague – miasto w Stanach Zjednoczonych, w stanie Kalifornia, w hrabstwie Siskiyou.